# Штукин, Алексей Александрович
Алексе́й Алекса́ндрович Шту́кин (1904, Санкт-Петербург — 1963, Ленинград) — советский филолог-востоковед, переводчик.

## Биография
Родился в семье рабочего Печатного двора. Известный китаист академик В. М. Алексеев читал лекции в школе на Церковной улице (ныне улица Блохина). Это привело Штукина в синологию, а Алексеев стал его основным наставником во многие последующие годы.
Окончил Ленинградский государственный университет в 1925 году.
Далее он работал:
- в 1924—1926 — в библиотеке ЛГУ, в отделе китайских ксилографов. Занимался ликвидацией последствий наводнения 1924 года.
- В 1926—1928 гг. жил и работал в Университете им. Сунь Ятсена в Москве.
- В 1928 г. вернулся в Ленинград
- 1934—1938 — доцент исторического факультета ЛГУ
- С 1935 г. сотрудник ИВ АН СССР.

Главным делом своей жизни Штукин считал перевод одной из классических книг конфуцианства VIII—II вв. до н. э. «Ши цзин» («Книги песен»), древнейшего памятника поэзии.
Однако в эти годы подвергся преследованиям его учитель В. М. Алексеев, и Штукин не отступился от него; возможно, именно поэтому 31 июля 1938 года он был арестован. 26 июля 1939 года по ст. 58, пп. 1,6 его приговорили к 5 годам ИТЛ.
В 1947 году, не имея права жить в Ленинграде, он получил разрешение переехать из Магадана в Ленинградскую область. Преподавал в сельских школах под Лугой и Тихвином, продолжая переводить «Ши цзин». Летом 1948 года перенёс легкий инсульт.
В июне 1949 года в Институте Востоковедения АН СССР благодаря хлопотам В. М. Алексеева было назначено обсуждение перевода «Ши цзина», выполненного Штукиным, однако 17 июня 1949 года Штукин снова был арестован и 31 августа без суда и следствия сослан под Норильск.
Сюда к нему приехала жена. Освобожден в июле 1954 года. Возобновил преподавание в ЛГУ, однако осенью 1954 года перенёс второй инсульт, в результате которого правая сторона была парализована. Несмотря на это, он выучился писать левой рукой и завершил перевод.
В 1957 году книга «Шицзин» вышла в издательстве Академии Наук и в издательстве «Художественная литература» с предисловием Н. Конрада.
А. А. Штукин умер после четвёртого инсульта, не дожив до 60 лет.